# Pseudothelogorgia hartogi
Pseudothelogorgia hartogi is een zachte koraalsoort uit de familie Keroeididae. De koraalsoort komt uit het geslacht Pseudothelogorgia. Pseudothelogorgia hartogi werd in 1990 voor het eerst wetenschappelijk beschreven door van Ofwegen. 